# Dumas, Mississippi
Dumas là một thành phố thuộc quận Tippah, tiểu bang Mississippi, Hoa Kỳ. Năm 2010, dân số của thành phố này là 470 người.

## Dân số
- Dân số năm 2000: 452 người.
- Dân số năm 2010: 470 người.